# March 771
O  771  é o modelo da March na temporada de 1977 da F1. Foi guiado por  Ian Scheckter.